# Il Dottore
Il Dottore, también llamado Baloardo, Graziano, Spaccastrummolo y Balanzón, es un personaje de la commedia dell'arte. Dentro del grupo de los vecchi (viejos o amos) ocupa el vértice intelectual del "triángulo satírico del poder", junto con Pantaleón en el vértice económico y el Capitán en el militar. Personaje de origen boloñés, unas veces médico y otras jurista, viste toga doctoral de la Universidad de Bolonia y habla con marcado dialecto de esa región italiana. Una de sus perogrulladas favoritas es: "Lo que no es verdad es simplemente mentira".

## Máscara y características
El personaje tipo de "Il Dottore" es el de un hombre obeso que disfruta de beber y comer en abundancia. Su máscara, que le cubre solamente frente y nariz, suele ser negra (otras veces color carne y con nariz roja); negros son también su sombrero y vestimenta, a veces con un lechuguino o golilla blanca. Entrometido y cargante, está siempre enojado y no deja que nadie le dé lecciones sobre aquellos temas que asegura conocer en profundidad, que son muchos (medicina, leyes, etc.). No se cansa de repetir que ha estudiado en Boloña (en algunos libretos es Padua), ciudad renacentista con una de las más prestigiosas universidades de Europa. A menudo, se le retrata como una persona adinerada y procedente de una familia rica. Ama el sonido de su propia voz cuando pronuncia frases en latín macarrónico y griego incomprensible, en un tono claramente impostado, y es un personaje de la commedia en el que el discurso, lo que dice, es más importante que sus gestos o cómo se mueve (preponderancia del texto sobre la mímica).

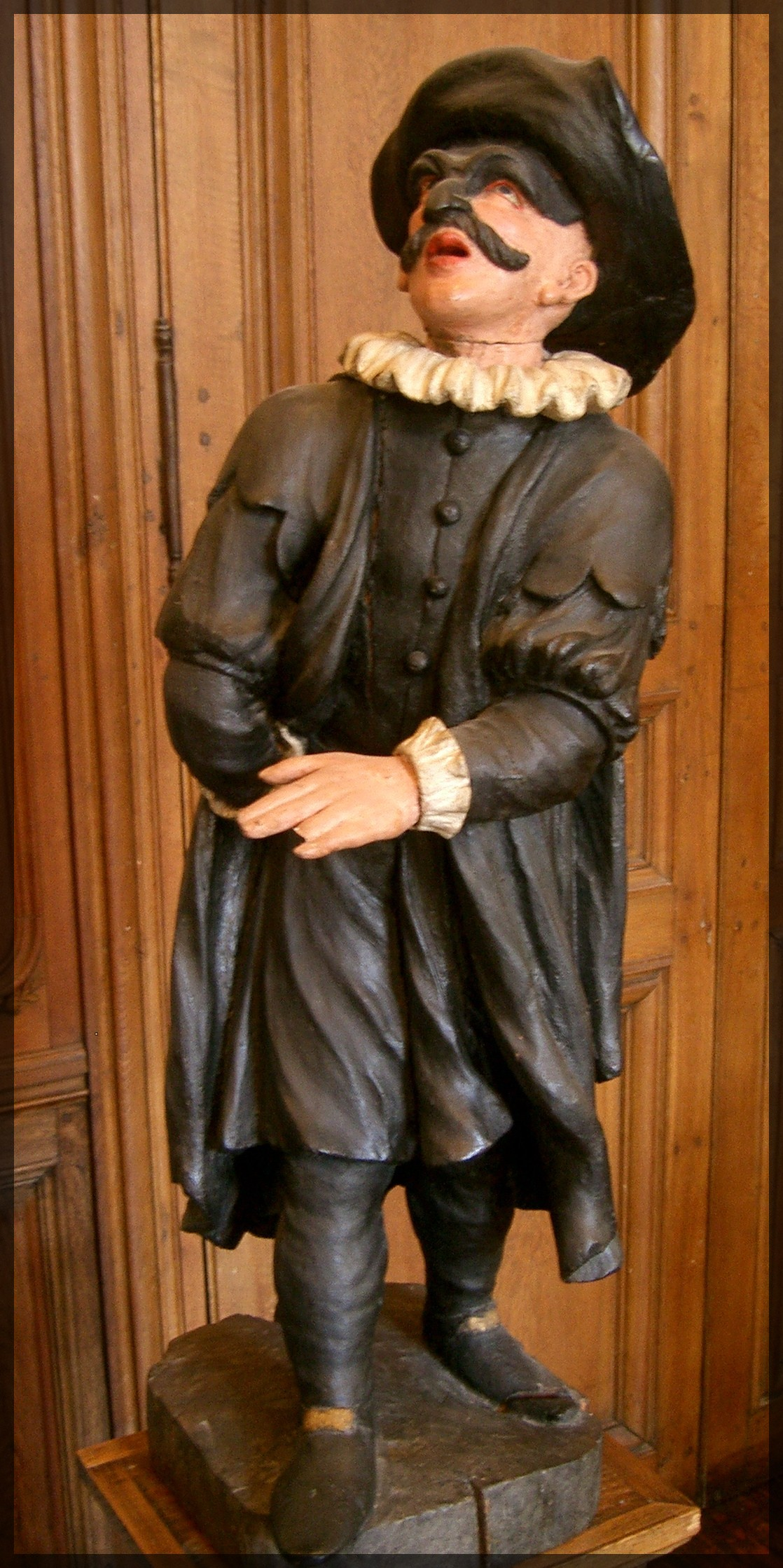
Estatuilla del siglo XVIII, conservada en el Museo Carnavalet de París.
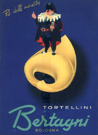
Il Dottore Balanzone, como reclamo publicitario en una marca de pasta italiana.
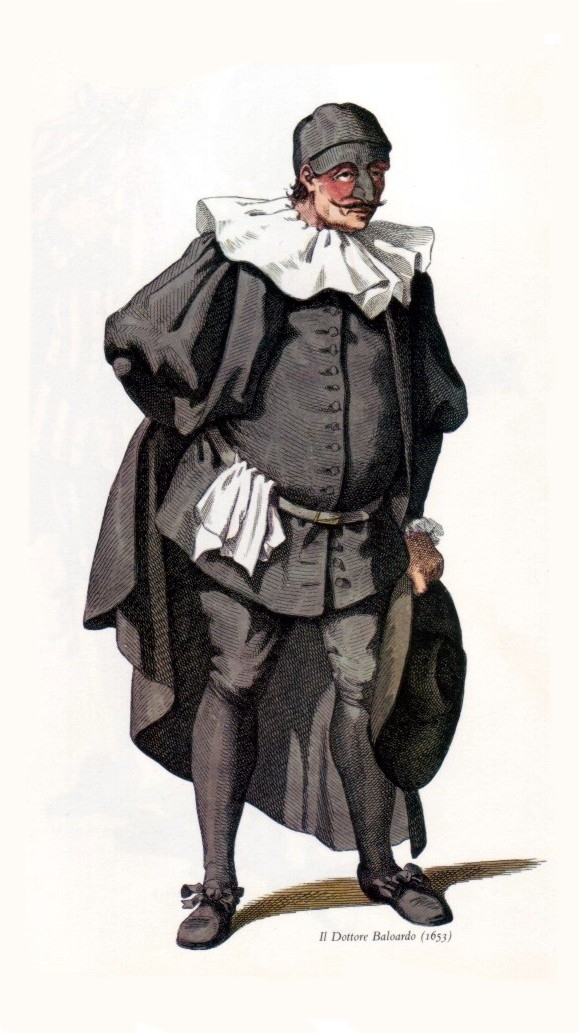
Uno de los varios diseños de Maurice Sand, en su libro Masques et bouffons (1860).

Sus precedentes literarios van desde el "Sócrates" de Las nubes, de Aristófanes, hasta el Pedante de la comedia clásica. Y, como secuelas del personaje, podría citarse, de entre una lista interminable de sabios pedantes y libidinosos, al profesor Farnsworth, de la serie Futurama.